# Xalet Güell
El Xalet Güell és una obra modernista de Cervera (Segarra) protegida com a Bé Cultural d'Interès Local.

## Descripció
Casa familiar situada a tocar de les vies del tren de la línia Saragossa-Lleida-Manresa-Barcelona, al nord del nucli antic. El Xalet Güell es troba en una finca de secció triangular que ocupa una superfície d'uns 3.000m2. L'accés al conjunt es fa des d'un cos amb tester esglaonat on s'hi obren tres finestres d'arc de mig punt, emmarcades amb aparell de maó a la vista i destacant dues línies d'imposta decorades amb tessel·les. La casa, que es disposa després d'un gran pati amb jardineres a banda i banda, és de secció rectangular i té una distribució de planta baixa i dos pisos. En planta, no presenta cap novetat però la seva originalitat en el context cerverí rau en la vistositat de l'alçat de les façanes, decorades a base de maó vist i ceràmica vidriada. La part baixa presenta un aparell de pedra del país que contrasta amb l'arrebossat de la part alta i la policromia propiciada per la presència dels plafons romboidals de ceràmica que decoren la galeria -que transcorre al voltant de gairebé la meitat del perímetre de la casa- i el color groc vermellós dels murs i la torre quadrangular amb coberta piramidal, oberta a la part alta i amb motius d'inspiració aràbiga.

## Història
La casa, situada al costat de la fàbrica de galetes "La Palma", propietat dels Güell, es començà a construir l'any 1918.